# Calciano
Calciano é uma comuna italiana da região da Basilicata, província de Matera, com cerca de 892 habitantes. Estende-se por uma área de 48 km², tendo uma densidade populacional de 19 hab/km². Faz fronteira com Accettura, Albano di Lucania (PZ), Campomaggiore (PZ), Garaguso, Grassano, Oliveto Lucano, Tricarico.

## Demografia
| Variação demográfica do município entre 1861 e 2011                               |
|                                                                                   |
| Fonte: Istituto Nazionale di Statistica (ISTAT) - Elaboração gráfica da Wikipedia |